# Megalotomus quinquespinosus
Megalotomus quinquespinosus är en insektsart som först beskrevs av Thomas Say 1825.  Megalotomus quinquespinosus ingår i släktet Megalotomus och familjen krumhornskinnbaggar. Inga underarter finns listade i Catalogue of Life.